# Bjarne Johnsen (Fußballspieler)
Bjarne Johnsen (* 7. Juli 1897 in Bergen; † 23. Januar 1982 ebenda) war ein norwegischer Fußballspieler.

## Sportlicher Werdegang
Johnsen spielte in seiner Heimatstadt für Brann Bergen. Dabei gehörte er zu der Mannschaft, die Ende der 1910er und in den 1920er Jahren mehrfach das Endspiel um den norwegischen Landespokal – vor Einführung einer landesweiten Meisterschaft der einzige überregionale Wettbewerb – erreichte. Beim Gewinn 1923 gegen Lyn Oslo erzielte er beim 2:1-Endspielerfolg beide Treffer, zwei Jahre später blieb er beim 3:0-Erfolg über Sarpsborg FK durch Tore des zweifach erfolgreichen Finn Berstad und Alexander Olsen ohne eigenes Tor. Bei der 1:4-Niederlage 1917 gegen Sarpsborg FK war ihm der Ehrentreffer gelungen, im folgenden Jahr stand er bei der 0:4-Finalniederlage nicht auf dem Spielfeld.
Bereits vor dem ersten Titelgewinn war Johnsen im Sommer 1923 zu seinem Debüt in der norwegischen Nationalmannschaft gekommen. Am 17. Juni trug er sich beim 3:0-Erfolg über Finnland neben dem zweifach erfolgreichen Harald Strøm in die Torschützenliste ein. Auch vier Tage später war er gegen die Schweiz beim 2:2-Remis nach 0:2-Rückstand neben seinem Klubkameraden Finn Berstad erfolgreich. Im November des Jahres bestritt er bei der 0:1-Niederlage durch ein Tor von Otto Harder gegen Deutschland das letzte seiner fünf Länderspiele, insgesamt gelangen ihm dabei drei Tore.